# Simulium kenyae
Simulium kenyae är en tvåvingeart som beskrevs av Meillon 1940. Simulium kenyae ingår i släktet Simulium och familjen knott. Inga underarter finns listade i Catalogue of Life.